# Bandar bin Khalid Al Sa'ud
Bandar bin Khālid Āl Saʿūd (in arabo بندر بن خالد الفيصل بن عبد العزيز آل سعود‎?; 1965) è un principe e imprenditore saudita, membro della famiglia reale Āl Saʿūd e presidente del quotidiano riformista Al Watan.

## Primi anni di vita in anticipo
Il principe Bandar è nato nel 1965  ed era il figlio primogenito del principe Khalid bin Faysal. Suoi fratelli eranii principi Sultan e Sa'ud. La loro madre è Al Anoud bint Abdullah bin Mohammad bin Abdul Rahman Al Saud.
Nel 1988 si è laureato in informatica all'Università del Petrolio e dei Minerali Re Fahd di Dhahran. Ha poi proseguito gli studi fino a conseguire un Master of Arts in gestione aziendale internazionale presso la Scuola Fletcher della Tufts University nel 2005. Ha inoltre frequentato diversi corsi nel campo della gestione esecutiva e ha all'attivo più di mille ore di volo.

## Carriera
Il principe Bandar è stato un imprenditore e deteneva posizioni in diverse organizzazioni. La più nota delle sue attività professionali è stata il quotidiano progressista Al Watan di cui è stato editore e presidente. Bandar è stato presidente del consiglio di amministrazione della Fondazione Assir per l'editoria e la stampa. Ha Presieduto anche la Investments Enterprises, una holding con partecipazioni in molti settori.
È stato co-fondatore e membro del consiglio di amministrazione della Fondazione Pensiero Arabo, che lavora per promuovere una migliore comprensione tra gli arabi e il mondo occidentale. È anche stato vice direttore generale della Fondazione Re Faysal, un'organizzazione di beneficenza attiva a livello internazionale che sostiene la ricerca, l'istruzione e il benessere sociale. È anche stato fondatore e presidente del consiglio di amministrazione della Alttmir Company Ltd. dal 1995. Un'altra delle sue attività professionale è stata la compagnia low-cost Sama Airlines, di cui è stato fondatore e presidente. Fa parte del consiglio di amministrazione della Arab House per la stampa e l'editoria. Inoltre, è un aviatore e membro del consiglio di amministrazione del Club saudita di aviazione.
Nel 2010 è stato nominato vicepresidente dell'associazione Painting and Patronage. Bandar è stato amministratore delegato dell'Università Alfaisal e ha fatto parte del consiglio dell'Università Effat. È anche stato presidente generale degli affari della Grande Moschea de La Mecca.

## Vita personale
Il principe era sposato con Nouf bint Mohammed bin Abdullah bin Mohammed Al Sa'ud con la quale ha avuto quattro figli, due maschi e due femmine.

## Premi
Nel 2005 è stato selezionato come uno dei 238 Young Global Leaders tra 8000 candidati. Gli Young Global Leaders si sono incontrati per un vertice inaugurale a Zermatt nel giugno dello stesso anno per discutere dello sviluppo di strategie globali e azioni concrete "per avanzare verso un mondo migliore per l'anno 2020".